# Holt Arena
O Holt Arena é um estádio localizado em Pocatello, Idaho, Estados Unidos, possui capacidade total para 12.000 pessoas, é a casa do time de futebol americano universitário Idaho State Bengals football da Universidade Estadual de Idaho. O estádio foi inaugurado em 1970 e é o segundo mais antigo estádio é totalmente coberto dos Estados Unidos.